# Novo Itacolomi
Novo Itacolomi är en kommun i Brasilien.   Den ligger i delstaten Paraná, i den södra delen av landet, 1 000 km söder om huvudstaden Brasília. Antalet invånare är 2 827.
Omgivningarna runt Novo Itacolomi är huvudsakligen savann. Runt Novo Itacolomi är det mycket glesbefolkat, med 7 invånare per kvadratkilometer.